# Canó SK C/30 de 3,7 cm
El canó SK C/30 (L/83) de 3,7 cm va ser el canó antiaeri principal de 3,7 cm de la Kriegsmarine durant la Segona Guerra Mundial. Va ser substituït pel 3,7 cm Flak 43 totalment automàtic a la fi de la guerra.

## Descripció
El C/30 era un canó antiaeri semiautomàtic. Es carregava manualment tir a tir. Això baixava la seva cadència efectiva de tir fins a només 30 trets per minut. El canó SK C/30U va ser modificat per a l'ús dels submarins. Tots els muntatges servien tant per utilitzar-los contra objectius aeris com de superfície.

## Muntatges
El Doppellafette C/30 (Dopp L C7/30) era un muntatge doble amb cada canó en una articulació separada. El nombre de servidors del muntatge era de 6. El muntatge s'elevava i rotava manualment i estava giro-estabilitzat fins a un límit de 19,5° per contrarestar el moviment de capcineig i alabeig de la nau. Això permetia d'apuntar a una aeronau sense interferències del moviment de la nau. Moltes naus de la Kriegsmarine des del torpediner de flota en amunt portaven com a mínim un muntatge Dopp L C/30 com a defensa antiaèria .
El Einheitslafette C/34 (Einh L C/34, muntatge universal model 34) era un muntatge individual sobre pedestal amb dos servidors. Alguns muntatges estaven equipats amb un escut de 8 mm. Es va instal·lar en vaixells petits com l'Schnellboot.
l' Ubts L C/39 era el muntatge que es feia servir el SK C/30 en els U-boot. Era un pedestal simple amb dos servidors, un que apuntava en rotació ajudat per un estrep que s'encaixava a les espatlles i l'altre elevava el canó amb una manovella.
| Muntatge    | pes            | elevació    |
| ----------- | -------------- | ----------- |
| Dopp L C/30 | 3,670 kg       | -9° a +85°  |
| Einh L C/34 | 1,860–2,020 kg | -10° a +80° |
| Ubts L C/39 | 1,450 kg       | -10° a +90° |

## Munició
l' SK C/30 feia servir tres tipus de projectils. El projectil sòlid 3,7 Psgr Patr L'spur Zerl i els projectils explosius i traçadors 3,7 Br Sprgr Patr 40 L4.1 Lh i 3,7 cm Br.Spgr.Patr. L/4,1 Lh 37 i aquestes darrers estaven disponibles en color vermell, groc o blanc i estaven marcats amb una banda del color corresponent en el cartutx. Un tret complert pesava 1.78 kg.